# 安多拉
安多拉（義大利語：Andora），是意大利萨沃纳省的一个市镇。总面积31.61平方公里，人口7638人，人口密度241.6人/平方公里（2009年）。ISTAT代码为009006。